# Headex
UAB Headex ist ein Zeitarbeitsunternehmen in der litauischen Hauptstadt Vilnius. 
Das Unternehmen bietet die Dienstleistungen rund um die Gewinnung, den Einsatz und die Freisetzung von Personal. HEADEX-Gruppe wurde am 18. August 2003 in der litauischen Hafenstadt, Stadtgemeinde Klaipėda, gegründet. Der Personaldienstleister arbeitet in Litauen und in den internationalen Märkten wie Westeuropa und Skandinavien.
Zu den Kunden zählen große und kleinere Produktions-, Marketing-, Logistik- und Kundenservice-Unternehmen. 2014 erreichte man den Gewinn von 0,8 mln. Euro. Im Herbst 2017 beschäftigte UAB Headex 2.492 Mitarbeiter.